# Plaza de Calvo Sotelo
La plaza de Calvo Sotelo es una céntrica plaza de la ciudad de Alicante (España), contigua a las avenidas del Doctor Gadea y de Federico Soto. Se conoce popularmente como la plaza de las Palomas.
Su construcción inicial data del siglo XVI. Antiguamente se denominaba plaza de San Francisco, pero posteriormente fue rebautizada en honor del político José Calvo Sotelo, asesinado el 13 de julio de 1936.
En su interior se localizaba desde 1935 el monumento a Maisonnave que posteriormente fue trasladado muy cerca de su ubicación originaria, en las confluencias de las avenidas de Federico Soto y Doctor Gadea. Actualmente se encuentra aquí el monumento a Eugenio Barrejón, gobernador civil de la provincia de Alicante, realizado en bronce, hierro y piedra por el escultor Antonio Yerro, así como tres árboles singulares: un plátano de sombra (Platanus × hispanica), un olmo común (Ulmus minor) y una araucaria de gran tamaño (Araucaria excelsa).
La plaza fue reformada en dos ocasiones, en 1977 y en 2013.